# Kudakuru, Piriyapatna
Kudakuru là một làng thuộc tehsil Piriyapatna, huyện Mysore, bang Karnataka, Ấn Độ.